# Francesc Puig i Terrats
Francesc Puig i Terrats va ser un resistent nord-català, executat per l'exèrcit borbònic el 1675 per la seva participació en la Segona revolta dels angelets de la terra.

## Biografia
Pertanyia a una acabalada família de propietaris agrícoles originària d'Estoer, a la vall del Llec (Conflent), i era doctor en Dret i advocat al Consell Sobirà, amb domicili a Perpinyà. El 1670 adquirí la senyoria de les Cluses a Ramon d'Oms i a la seva mare
L'oposició natural a la incorporació de part dels antics comtats catalans a la monarquia francesa, arran del Tractat dels Pirineus i dels subsegüents pactes, (1659/60), que hom preveia, amb fonament, contrària als interessos del país, lluny d'afeblir-se amb el temps s'anà agreujant per la nefasta política emprada per la nova administració, decidida a arrabassar la identitat i les riqueses naturals del país, tot sotmetent els habitants refractaris a la ruïna moral i material. El sentiment de rebuig a l'ocupació aglutinà gran part de la població autòctona, sobretot a la petita noblesa i a la pagesia, que eren els més perjudicats, entorn del moviment de miquelets i angelets de la terra, capdavanters actius de la resistència.
Les freqüents hostilitats, a banda i banda dels Pirineus, entre els exèrcits de Lluís XIV i els de la monarquia espanyola, embrancats en la lluita per l'hegemonia a Europa, eren aprofitades pels resistents catalans que buscaven la complicitat dels militars espanyols en la reconquesta dels territoris ocupats. Un ambiciós projecte s'inicià al Conflent el març de 1674, sota el comandament de Josep de Trinxeria i Manuel Descatllar. Tenia per objectiu la presa de Vilafranca i la de Perpinyà i, des de la capital del Rosselló, prosseguir la campanya fins al restabliment de l'antiga frontera. Els dos germans eclesiàstics, Manuel i Joan Boixó, amb Francesc Puig en nom dels angelets tingueren un paper decisiu a l'hora de negociar la invasió del Vallespir amb el virrei de Catalunya, Francisco de Tutavila y del Rufo, duc de San Germano, present aleshores a l'Empordà com a cap d'un exèrcit de 3.000 homes. Les forces de San Germano estaven formades en gran nombre per pagesos i nobles que s'havien exiliat a Catalunya i que frisaven per retornar a les seves terres; i també per molts rossellonesos que es van afegir a les tropes espanyoles per a lluitar contra els ocupants. Es proposava a San Germano, prèvia la conquesta de Vilafranca pels miquelets, l'entrada al Vallespir del gros de l'exèrcit per Morellàs, tot garantint-li el pas franc de la muntanya amb l'ajut dels escamots guerrillers, bons coneixedors del terreny i més ben armats que els francesos.
Probablement a causa d'una indiscreció, i qui sap si per la traïció d'algun conjurat, el complot va fracassar. Manuel Descatllar en fou la primera víctima i comportà, el mateix abril de 1674, l'empresonament de Francesc Puig, un dels principals compromesos en el projecte. En negar-se a descobrir els seus companys, fou torturat salvatgement i executat davant el seu domicili de Perpinyà el 16 de maig de 1675. No li van estalviar una altra humiliació, l'esquarterament i exposició pública de les restes al mur de la Llotja, pràctica que l'exèrcit borbònic solia aplicar als comandaments dels vençuts.
Els seus béns foren confiscats; la família, reduïda a la misèria, fou condemnada a l'exili i, després de grans penalitats per passar els Pirineus a través de Navarra, s'establí definitivament a Catalunya i aconseguí refer, amb els anys, el seu patrimoni.
Una llista dels fugits de França arran dels esdeveniments de 1674, que es conserva a l'Arxiu de la Corona d'Aragó, inclou els joves Francesc i el seu germà Antoni Puig entre altres familiars dels conjurats, que temien no poder escapar ells també de la repressió; i conserva igualment dos memorials que el fill gran Francesc, que tenia 18 anys, adreçà a la reina d'Espanya, en els quals donava compte dels mèrits del seu pare en favor de la Casa d'Àustria, fidelitat que havia estat la causa de la seva tràgica mort. El primer porta la data del 7 d'octubre de 1675. Un altre memorial complementa la informació sobre l'actuació de Francesc Puig en la projectada presa de Perpinyà, així com la peripècia del fill fins a arribar a Navarra.
Un altre fill, Josep Puig, nascut a Perpinyà, va ser nomenat Jutge de Reclams (1695) i Advocat de pobres de les presons de Barcelona (1698).